# Olivetti Quaderno

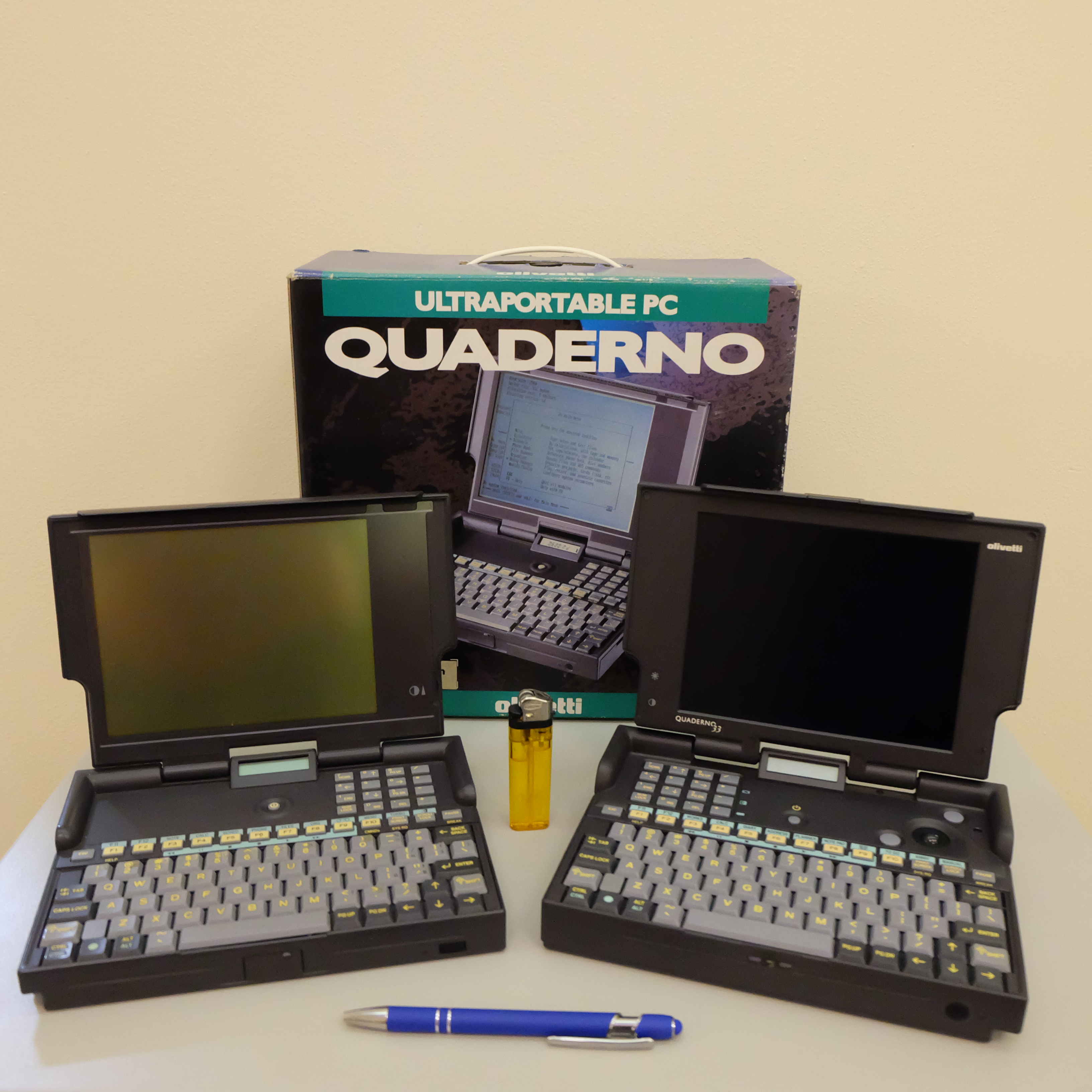
Olivetti Quaderno 20 e Olivetti Quaderno 33 - RetroComputer museum Zatec, Repubblica Ceca

Il Quaderno è un miniportatile, più piccolo di un notebook, prodotto dalla Olivetti in due versioni a partire dal 1992: Quaderno (PT-XT-20) e Quaderno 33 (PT-AT-60).

## Storia
Quando fece il suo esordio, nel 1992, non c'era nulla di simile nel panorama internazionale. La casa lo definì "subnotebook", nome che rendeva bene l'idea di un portatile che fosse più piccolo (ha le stesse dimensioni di un foglio A5) e leggero (1 kg contro il peso medio di 3 kg di un portatile dello stesso periodo) di un notebook. La prima versione non ebbe il successo sperato, nonostante avesse un ottimo processore e anche dotazioni sconosciute ai coevi, come il microfono e gli amplificatori integrati. Il motivo principale di questo insuccesso furono i forti limiti del sistema operativo, non all'altezza delle potenzialità del computer. Per questo motivo la Olivetti decise di presentare una nuova versione ad appena un anno dalla prima, il Quaderno 33, equipaggiata con il sistema operativo Windows 3.1.

## Caratteristiche tecniche
QUADERNO (PT-XT-20)
- CPU: NEC V30HL, 16MHz.

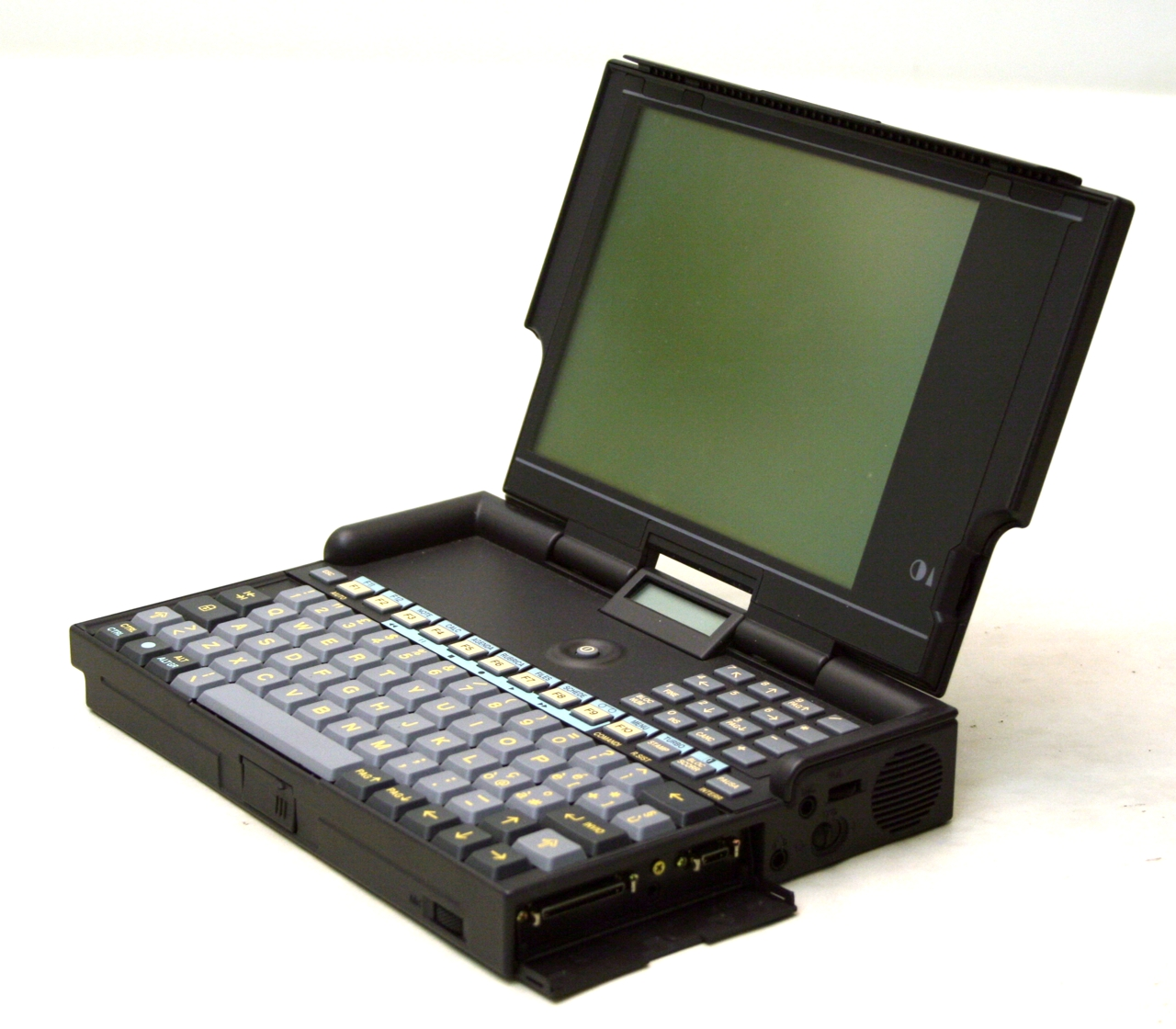
Olivetti Quaderno PT-XT-20, foto laterale

- Memoria: 1MB (640kB + 360kB LIM espanso).
- Hard disk: 20MB.
- Sistema Operativo: Olivetti MS-DOS.
- Progetto: Ugo Carena e Alessandro Santalucia.
- Design: Mario Bellini e Hagai Shvadron.
- PCMCIA: slot Type II.
- Dimensioni: 210 × 148 × 32 mm.
- Peso: 1050 g.
- Schermo: LCD 14 × 10,5 cm, DCGA (640 × 400).
- Batterie: 6 pile AA o batteria Ni-Cad 7,2V.

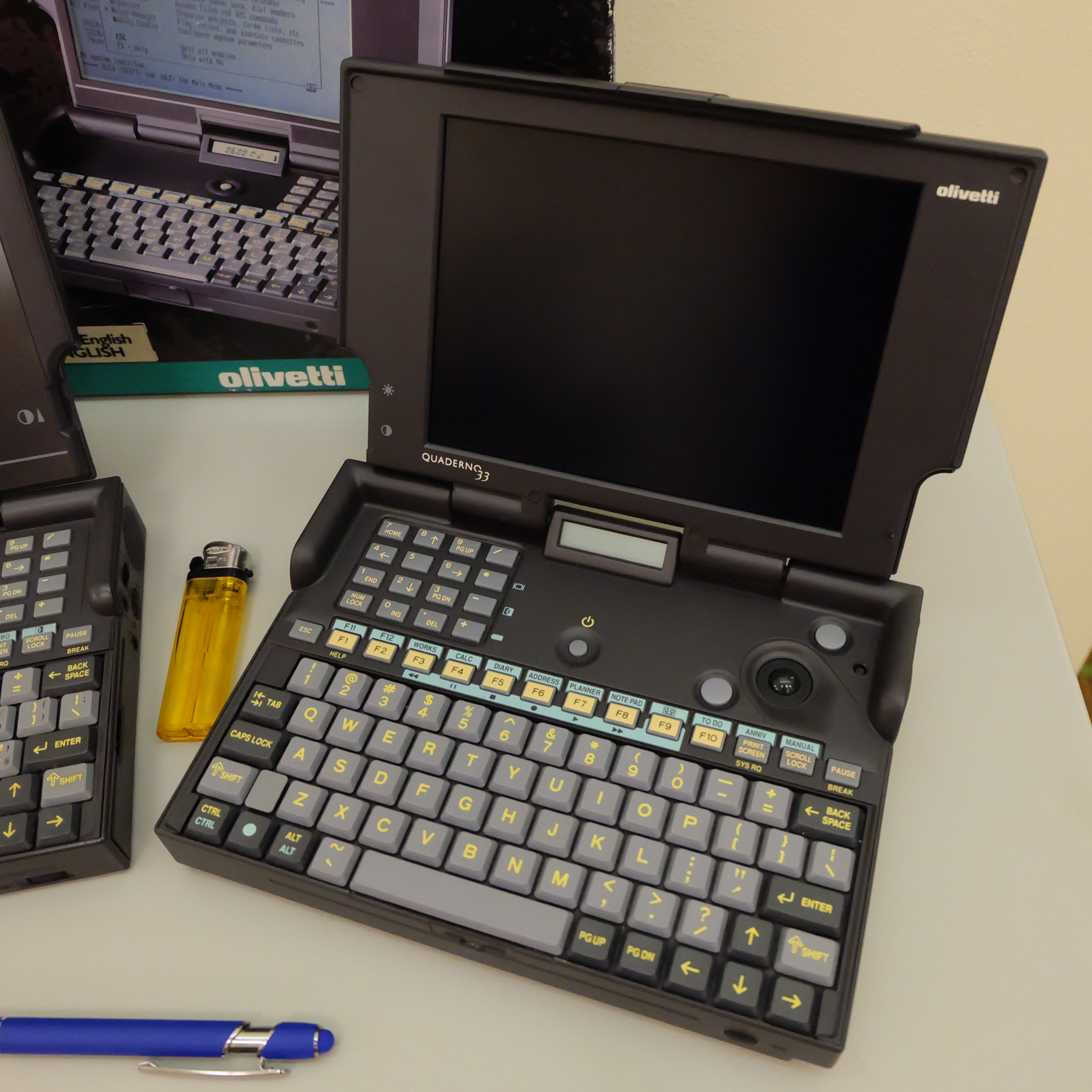
Olivetti Quaderno 33 (PT-AT-60) - RetroComputer museum Zatec, Repubblica Ceca

QUADERNO 33 (solo differenze) (PT-AT-60)
- CPU: Intel 80386, 20MHz.
- Memoria: 4MB (espandibile con RAM card PCMCIA).
- Hard disk: 60MB.
- Sistema Operativo: MS-DOS 5.0 - Windows 3.0.
- Schermo: LCD retroilluminato[2], VGA 640 × 480 pixel con 16 livelli di grigio.
- Altri dispositivi di input: Trackball integrata.